# Раншбах
Раншбах (нім. Ranschbach) — громада в Німеччині, розташована в землі Рейнланд-Пфальц. Входить до складу району Південний Вайнштрассе. Складова частина об'єднання громад Ландау-Ланд.
Площа — 1,19 км2. Населення становить 625 ос. (станом на 31 грудня 2020).

## Галерея

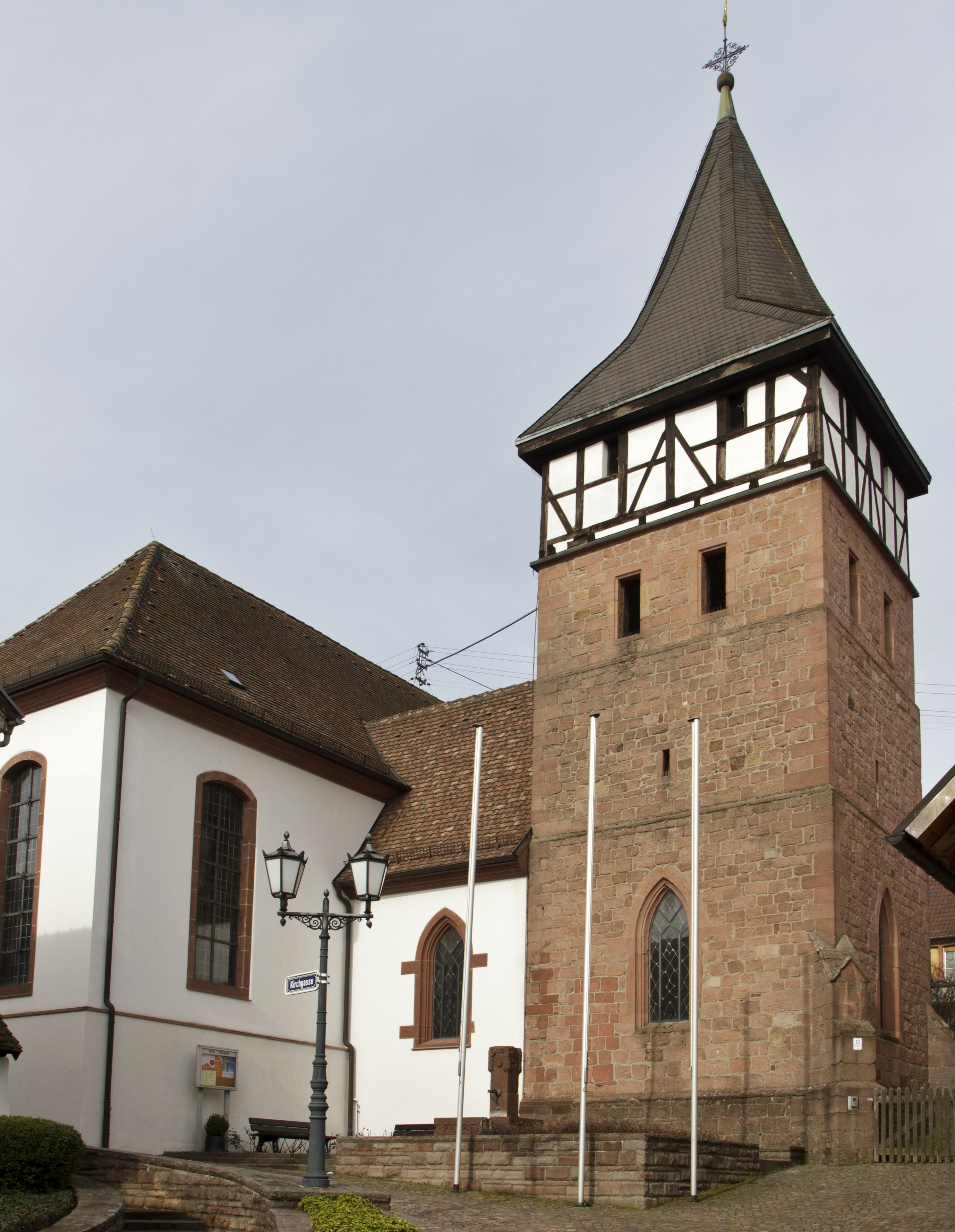